# Канго
 Тази статия е за града в Габон.  За модела автомобили вижте Рено Канго.  
Канго (на френски: Kango) е град в Габон, разположен на брега на река Комо и Магистрала N1. Известен е с дивата флора и фауна. Население около 4771 жители (по данни от 2013 г.).